# Annville (Kentucky)
Annville es un lugar designado por el censo ubicado en el condado de Jackson en el estado estadounidense de Kentucky. En el Censo de 2010 tenía una población de 1095 habitantes y una densidad poblacional de 161,03 personas por km².

## Geografía
Annville se encuentra ubicado en las coordenadas 37°19′09″N 83°57′45″O / 37.319178, -83.962477. Según la Oficina del Censo de los Estados Unidos, Annville tiene una superficie total de 6,8 mi² (17,6 km²), de la cual 6,8 mi² (17,6 km²) corresponden a tierra firme y 0 mi² (0 km²) es agua.

## Demografía
Según el censo de 2010, había 1095 personas residiendo en Annville. La densidad de población era de 161,03 hab./km². De los 1095 habitantes de Annville, 1,079 eran blancos, 1 eran afroamericanos, 9 eran amerindios, 0 eran asiáticos, 0 eran isleños del Pacífico, 1 eran de otras razas y 5 pertenecían a dos o más razas. Del total de la población 17 eran hispanos o latinos de cualquier raza.